# حمام رؤوف
حمّام رؤوف من حمامات بغداد العامة القديمة العهد في الجانب الشرقي من بغداد في منطقة المربعة، يعود تاريخ بناءه إلى سنة 1880م . وحمام السيد رؤوف الحمامي في محلة المربعة باتصال مقبرة البرزنلي الكائنة في نفس المحلة .